# Centro semioval

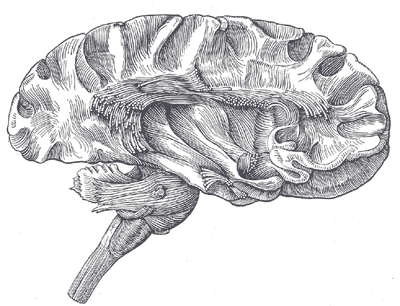
Disección de la corteza y del tronco del encéfalo, que muestra fibras de asociación e isla de Reil después de la eliminación de su sustancia gris superficial.

En anatomía humana, recibe el nombre de centro semioval o centrum semiovale, un área del cerebro formada por fibras nerviosas (sustancia blanca), que está situada entre la corteza cerebral y los núcleos grises centrales. Existen dos centros semiovales, uno derecho y otro izquierdo. Contienen tres tipos de fibras nerviosas: Fibras de asociación que conectan diferentes porciones de la corteza cerebral de un mismo hemisferio, fibras comisurales que conectan áreas simétricas de los hemisferios derecho e izquierdo y fibras de proyección que descienden desde la corteza cerebral al tronco del encéfalo o ascienden desde el tronco del encéfalo a la región del tálamo y la corteza.

## Sinonimia
El centro semioval recibe diversos nombres: Centrum semiovale, centro oval, centro de Vieussens por el anatomista francés Raymond Vieussens y centro de Vicq d'Azyr por el médico y anatomísta Félix Vicq-d'Azyr.